# Моздокский район
Моздо́кский райо́н (осет. Мӕздӕджы район, Мæздæги район) — административно-территориальная единица и муниципальное образование (муниципальный район) в составе Республики Северная Осетия — Алания Российской Федерации.
Административный центр — город Моздок.

## География
Моздокский район расположен в северной части республики, по обоим берегам реки Терек. Площадь территории района составляет — 1071,12 км².
Граничит с Терским и Прохладненским районами Кабардино-Балкарии на западе, Курским районом Ставропольского края на севере, Надтеречным районом Чечни на востоке, Малгобекским районом Ингушетии на юго-востоке, и с Кировским и Правобережным районами республики на юге.
По зональному районированию территория района делится на две зоны — равнинную и предгорную. Северную часть района занимает притеречная равнина. Средние высоты на левобережной части реки Терек колеблются от 120 до 150 метров над уровнем моря. Вдоль правого берега реки Терек тянется кряж, понижающийся с запада на восток. По центральной части района проходит Терский хребет с максимальными высотами до 400 метров. Вдоль южной окраины района проходит Кабардино-Сунженский хребет, чьи максимальные высоты в пределах района достигают 800 метров над уровнем моря.
Гидрографическая сеть на территории района в основном представлена рекой Терек и его правым притоком Курп, текущей частично вдоль западной границы района. Кроме того на территории района имеются множество водоканалов, основными из которых являются Терско-Кумский канал, канал имени Ленина, Малокабардинский канал, Надтеречный канал, Кизлярский канал др.

## История
История заселения территории нынешнего Моздокского района, уходит корнями в эпоху Великого оледенения. Древнейшие материальные находки на территории района относятся к древней майкопской культуре. Материальные свидетельства раннескифского периода с элементами кобанской культуры обнаружены в моздокском могильнике VII—VI веков до нашей эры. Об этом свидетельствуют археологические исследования 1934—1936 годов. В 1988—1989 годах обнаружили скифо-савроматские могильники VI—II веков до нашей эры. На территории станции Моздок в довоенный период были найдены сарматские подкурганные погребения II—I веков до нашей эры. В 1983 году в районе села Комарово обнаружено богатейшее захоронение сарматской жрицы, относящееся к I веку нашей эры.
Памятники позднесарматского или ране-аланского периода также представлены на территории района. Группа из 48 курганов, вытянувшаяся по правому берегу Терека от села Октябрьское до села Братское в Чечне, относится к III—IV векам. На территории района известны аланские городища у сёл Нижний Малгобек, Виноградное и станицы Терская. Самое крупное из них, расположено у села Киевское. Судя по всему, моздокские городища прекратили существование ещё в хазарские времена и не дотянули до монгольского нашествия.
В XIII веке центральное Предкавказье играло роль плацдарма для войск Золотой Орды в её войнах с иранско-монгольской династией Хулагидов. На Тереке неоднократно происходили сражения между ордынцами и иранцами. История зафиксировала сражения зимой 1255 года и 13 января 1263 года. В последнем золотоордынский хан Берке взял верх. Здесь была ставка ханов Золотой Орды, здесь же хан Берке умер в 1267 году.
Но поколебал Золотую Орду «завоеватель мира» Тимур. В 1395 году он вторгся в южные пределы Орды и трижды его многотысячная армия вступала в бой с войсками хана Тохтамыша, всякий раз оттесняя их на северо-запад. Последнее сражение произошло 15 апреля 1395 года предположительно в окрестностях нынешней станицы Екатериноградской. И вновь территория нынешнего Моздокского района оказалась почти в эпицентре событий.
В XIV веке Золотая Орда утратила своё могущество, и адыги начали постепенно двигаться из Пятигорья на восток, в том числе в пределы нынешнего Моздокского района. Свидетельство этому — многочисленные кабардинские курганные захоронения XIV—XVI веков.
В XVIII веке кабардинское общество разделилось на два княжества и территория к востоку от реки Терек, оказалось в составе Малокабардинского княжества (кабард.-черк. Джылахъстэней). С тех времён Моздок — крепость-город, а по сути, моздокский край — и ведёт свою историю.
Моздокский уезд
В 1785 году была образована Кавказская губерния из 6 уездов, одним из которых стал образованный с центром в Моздоке Моздокский уезд.
Согласно Ведомости в Моздокский уезд на 1789 год входили слобода Павлодольская (137 д.м.п. и 82 д.ж.п., гл.обр. экономические крестьяне) и две помещичьи деревни Владимировка (Володимировка) — бригадира и кавалера Ивана Дмитриевича Савельева (36 д.м.п. и 17 д.ж.п. «черкасы»), и Кавказский Усвят — слобода генерал-прокурора, действительного тайного советника князя Александра Алексеевича Вяземского (444 д.м.п. и 231 д.ж.п.).
Указом от 30 августа 1790 года Кавказское наместничество и Кавказская губерния были упразднены, губернские присутственные места переведены в Астрахань, город Екатериноград и Екатериноградский уезд упразднены. Из Екатериноградского уезда в состав Моздокского уезда вошли села Близкое, Покойное, Прасковьино, Спаское; слободы Курская, Малка, Прохладная и помещичьи деревни Покровская и Ростовановка.
В 1822 году Кавказская губерния переименована в область без изменения прежних границ, а областным центром назначен Ставрополь.
В 1827 году Моздокский уезд преобразован в округ.
В 1847 году указом императора Николая I Кавказская область переименована в Ставропольскую губернию. Моздокский уезд вышел из состава Ставропольской губернии. Часть территории уезда вместе с заштатным городом Моздок вошла в состав Пятигорского уезда.
29 ноября 1866 года заштатный город Моздок отчислен от Ставропольской губернии к Терской области.
В 1921 году Терская область преобразована в губернию, в её составе утверждено пять уездов: Георгиевский, Кизлярский, Моздокский, Пятигорский, Святокрестовский.
Моздокский район
2 июня 1924 года Терская губерния была преобразована в Терский округ с центром в Пятигорске, а Моздокский уезд — в Моздокский район.
С 1930 по 1937 года район находился в составе Северо-Кавказского края. В 1937 году край переименован в Орджоникидзевский, а в 1943 году — в Ставропольский.
Указом Президиума Верховного Совета РСФСР от 7 марта 1944 года из Моздокского района в состав Курского района переданы сельсоветы: Аваловский, Галюгаевский, Губжановский, Балтийский рабочий, Русский, Стодеревский, Уваровский.
В своих современных границах Моздокский район сформировался в 1944 году, когда в состав Северо-Осетинской АССР были переданы Моздокский район из Ставропольского края, часть Курпского района КБАССР и часть Малгобекского района упразднённой ЧИАССР.

## Население

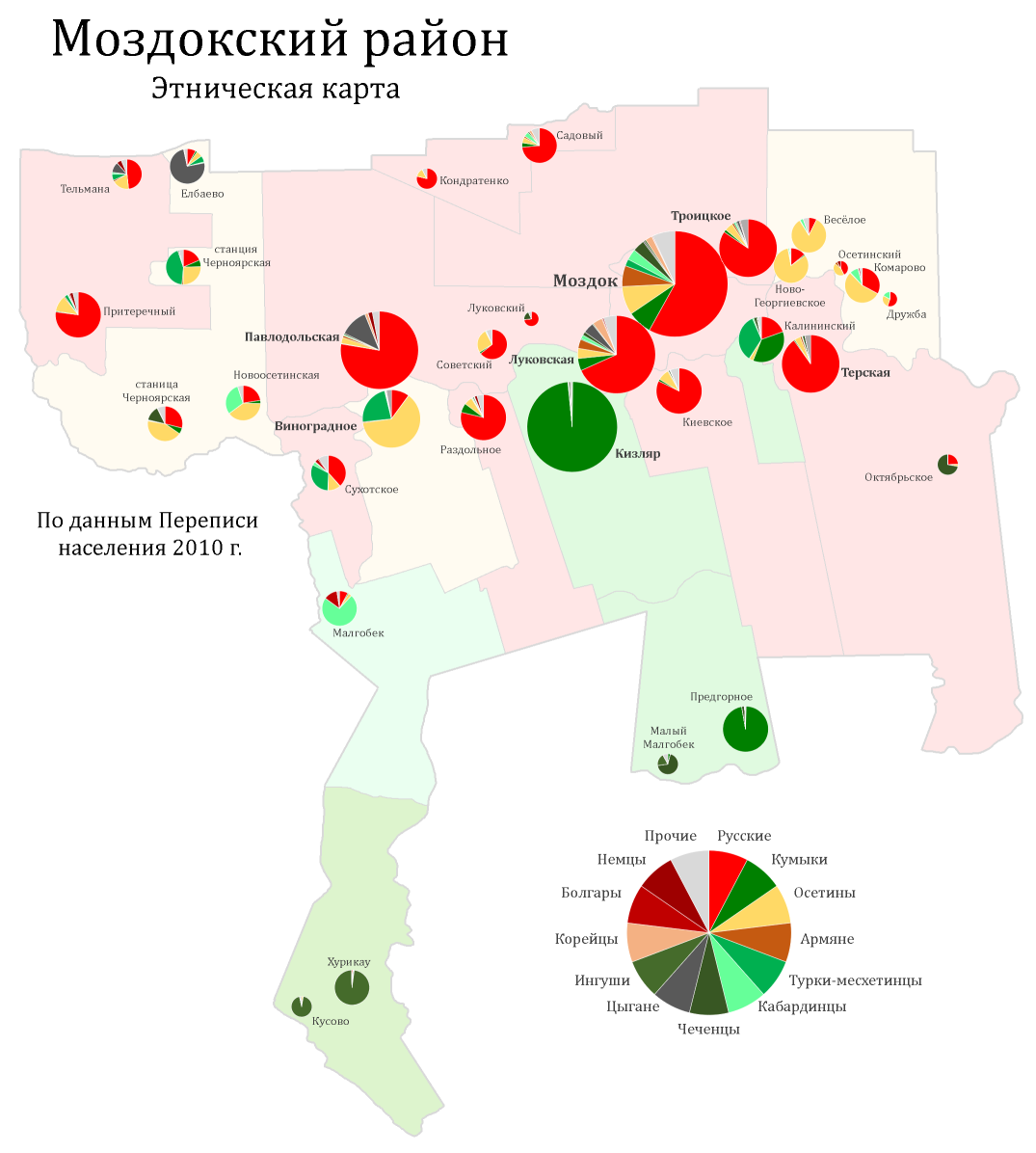
Этническая карта Моздокского района, перепись 2010 г.

| 1959    | 1970    | 1979    | 1989    | 2002    | 2010    | 2011    | 2012    | 2013    |
| ------- | ------- | ------- | ------- | ------- | ------- | ------- | ------- | ------- |
| 51 049  | ↗66 833 | ↗70 187 | ↗77 394 | ↗88 634 | ↘84 682 | ↘84 619 | ↗85 253 | ↗85 617 |
| 2014    | 2015    | 2016    | 2017    | 2018    | 2019    | 2020    | 2021    | 2023    |
| ↗85 877 | ↗86 621 | ↗87 164 | ↗88 018 | ↗88 123 | ↗88 222 | ↘87 718 | ↘84 471 | ↘82 698 |
| 2024    | 2025    |         |         |         |         |         |         |         |
| ↘81 941 | ↘81 353 |         |         |         |         |         |         |         |

### Урбанизация
В городских условиях (город Моздок) проживают 42,83 % населения района.

### Национальный состав
По итогам переписи населения 2020 года проживали следующие национальности (национальности менее 1 % и другое, см. в сноске к строке «Другие»):
| Национальность | Численность, чел. | Доля     |
| -------------- | ----------------- | -------- |
| Русские        | 42 559            | 49,20 %  |
| Кумыки         | 16 847            | 21,13 %  |
| Осетины        | 8614              | 9,01 %   |
| Турки          | 3127              | 3,70 %   |
| Армяне         | 2077              | 2,46 %   |
| Чеченцы        | 2032              | 2,41 %   |
| Цыгане         | 1922              | 2,28 %   |
| Кабардинцы     | 1661              | 1,97 %   |
| Ингуши         | 1582              | 1,86 %   |
| Другие         | 5050              | 5,98 %   |
| Итого          | 84 471            | 100,00 % |

Половозрастной состав
По данным Всероссийской переписи населения 2010 года:
| Возраст     | Мужчины, чел. | Женщины, чел. | Общая численность, чел. | Доля от всего населения, % |
| ----------- | ------------- | ------------- | ----------------------- | -------------------------- |
| 0 — 14 лет  | 9174          | 8465          | 17 639                  | 20,83 %                    |
| 15 — 59 лет | 26 022        | 27 458        | 53 480                  | 63,15 %                    |
| от 60 лет   | 4688          | 8873          | 13 561                  | 16,02 %                    |
| не указано  | 2             | 0             | 2                       | 0,002 %                    |
| Всего       | 39 886        | 44 796        | 84 682                  | 100,0 %                    |

Мужчины — 39 886 чел. (47,1 %). Женщины — 44 796 чел. (52,9 %).
Средний возраст населения: 36,1 лет. Средний возраст мужчин: 33,1 лет. Средний возраст женщин: 38,8 лет.
Медианный возраст населения: 34,1 лет. Медианный возраст мужчин: 30,4 лет. Медианный возраст женщин: 37,9 лет.

## Муниципальное устройство
В Моздокском районе 33 населённых пункта в составе одного городского и 17 сельских поселений:
| №  | Городское и сельские поселения     | Административный центр | Количество населённых пунктов | Население | Площадь, км² |
| -- | ---------------------------------- | ---------------------- | ----------------------------- | --------- | ------------ |
| 1  | Моздокское городское поселение     | город Моздок           | 1                             | 34 841    | 17,50        |
| 2  | Веселовское сельское поселение     | село Весёлое           | 5                             | 2080      | 85,51        |
| 3  | Виноградненское сельское поселение | село Виноградное       | 2                             | 2149      | 51,00        |
| 4  | Калининское сельское поселение     | посёлок Калининский    | 1                             | 2013      | 14,39        |
| 5  | Киевское сельское поселение        | село Киевское          | 1                             | 1427      | 67,04        |
| 6  | Кизлярское сельское поселение      | село Кизляр            | 1                             | 11 037    | 65,99        |
| 7  | Луковское сельское поселение       | станица Луковская      | 2                             | 6260      | 11,16        |
| 8  | Малгобекское сельское поселение    | село Нижний Малгобек   | 1                             | 380       | 24,17        |
| 9  | Ново-Осетинское сельское поселение | станица Новоосетинская | 4                             | 2246      | 84,85        |
| 10 | Павлодольское сельское поселение   | станица Павлодольская  | 2                             | 5295      | 120,35       |
| 11 | Предгорненское сельское поселение  | село Предгорное        | 2                             | 1306      | 51,96        |
| 12 | Притеречное сельское поселение     | посёлок Притеречный    | 2                             | 1660      | 64,99        |
| 13 | Раздольненское сельское поселение  | село Раздольное        | 1                             | 1029      | 35,93        |
| 14 | Садовое сельское поселение         | посёлок Садовый        | 2                             | 758       | 26,20        |
| 15 | Сухотское сельское поселение       | село Сухотское         | 1                             | 817       | 48,60        |
| 16 | Терское сельское поселение         | станица Терская        | 2                             | 2937      | 139,74       |
| 17 | Троицкое сельское поселение        | село Троицкое          | 1                             | 3958      | 96,88        |
| 18 | Хурикауское сельское поселение     | село Хурикау           | 2                             | 1160      | 64,85        |

| №  | Населённый пункт         | Тип                     | Население | Муниципальное образование          |
| -- | ------------------------ | ----------------------- | --------- | ---------------------------------- |
| 1  | Весёлое                  | село                    | ↗863      | Веселовское сельское поселение     |
| 2  | Виноградное              | село                    | ↘2149     | Виноградненское сельское поселение |
| 3  | Дружба                   | посёлок                 | ↗31       | Веселовское сельское поселение     |
| 4  | Елбаево                  | хутор                   | ↘388      | Ново-Осетинское сельское поселение |
| 5  | Калининский              | посёлок                 | ↗2013     | Калининское сельское поселение     |
| 6  | Киевское                 | село                    | ↘1427     | Киевское сельское поселение        |
| 7  | Кизляр                   | село                    | ↗11 037   | Кизлярское сельское поселение      |
| 8  | Комарово                 | село                    | ↘510      | Веселовское сельское поселение     |
| 9  | Кусово                   | село                    | ↗166      | Хурикауское сельское поселение     |
| 10 | Луковская                | станица                 | ↗6398     | Луковское сельское поселение       |
| 11 | Луковский                | посёлок                 | ↗27       | Луковское сельское поселение       |
| 12 | Малый Малгобек           | село                    | ↗145      | Предгорненское сельское поселение  |
| 13 | Мирный                   | посёлок                 | →0        | Виноградненское сельское поселение |
| 14 | Моздок                   | город                   | ↘34 841   | Моздокское городское поселение     |
| 15 | Нижний Малгобек          | село                    | ↘380      | Малгобекское сельское поселение    |
| 16 | Ново-Георгиевское        | село                    | ↘717      | Веселовское сельское поселение     |
| 17 | Новоосетинская           | станица                 | ↗675      | Ново-Осетинское сельское поселение |
| 18 | Октябрьское              | село                    | ↗197      | Терское сельское поселение         |
| 19 | Осетинский               | посёлок                 | ↘47       | Веселовское сельское поселение     |
| 20 | Павлодольская            | станица                 | ↘5252     | Павлодольское сельское поселение   |
| 21 | Посёлок Любы Кондратенко | посёлок                 | ↗126      | Садовое сельское поселение         |
| 22 | Предгорное               | село                    | ↗1145     | Предгорненское сельское поселение  |
| 23 | Притеречный              | посёлок                 | ↘1429     | Притеречное сельское поселение     |
| 24 | Раздольное               | село                    | ↘1029     | Раздольненское сельское поселение  |
| 25 | Садовый                  | посёлок                 | ↗673      | Садовое сельское поселение         |
| 26 | Советский                | посёлок                 | ↘312      | Павлодольское сельское поселение   |
| 27 | Сухотское                | село                    | ↘817      | Сухотское сельское поселение       |
| 28 | Тельмана                 | посёлок                 | ↗366      | Притеречное сельское поселение     |
| 29 | Терская                  | станица                 | ↗2837     | Терское сельское поселение         |
| 30 | Троицкое                 | село                    | ↘3958     | Троицкое сельское поселение        |
| 31 | Хурикау                  | село                    | ↗1081     | Хурикауское сельское поселение     |
| 32 | Черноярская              | станица                 | ↗688      | Ново-Осетинское сельское поселение |
| 33 | Черноярская              | железнодорожная станция | ↗609      | Ново-Осетинское сельское поселение |

## Местное самоуправление
Администрация Моздокского муниципального района — город Моздок, ул. Кирова, 37.
Структуру органов местного самоуправления муниципального образования составляют:
1. Совет местного самоуправления Моздокского муниципального района — выборный представительный орган района;
2. Председатель совета местного самоуправления Моздокского муниципального района — высшее должностное лицо района;
3. Местная администрация Моздокского муниципального района — исполнительно-распорядительный орган района;
4. Глава местной администрации Моздокского муниципального района — глава исполнительной власти в районе.

Глава местной (районной) администрации
- Никифоров Станислав Геннадиевич (с 21 мая 2024 года)[23]

Председатель районного совета  (собрания представителей)
- Гугиев Геннадий Анатольевич (с 17 ноября 2017 года)

## Экономика
На территории района расположены нефтегазопроводы, нефтебазы, АЗС, склады ГСМ.
В непосредственной близости от города Моздок функционирует Моздокский аэродром ВВС и несколько воинских частей.
Сельское хозяйство
Моздокский район — житница Северной Осетии. Площадь сельхозугодий района — 83974 га, из них пашни — 69289 га. Здесь выращивают ячмень, пшеницу, технические культуры (рапс, подсолнечник и др.). В частном секторе выращивают преимущественно овощи: помидоров, огурцов, лука, которые поставляются на экспорт в другие регионы.
В районе размещаются 4 АКХ, 7 колхозов, 5 совхозов, 1 ОАО, 2 сельскохозяйственных научно-исследовательских заведения.
Промышленность
На левобережной части района, главным образом в черте города и станице Павлодольской, размещается свыше 30 промышленных предприятий различных отраслей. От головного сооружения Павлодольской ГЭС начинается Терско-Кумский канал. Его протяжённость по территории района — 22 км.
Объекты коммунального хозяйства расположены в городе Моздок и трёх населённых пунктах. В районе имеются также промышленные предприятия: Моздокские электрические сети, ЗАО «Моздокский кирпичный завод», ОАО «Моздокские узоры» и другие.

## Образование
- 30 общих библиотек,
- 2 детских библиотеки,
- 12 детских садов,
- 35 средних общеобразовательных школ,
- общеобразовательная школа-интернат,
- школа интернат для детей с особыми образовательными потребностями,
- 3 Музыкальные школы,
- 1 Художественная школа,
- 4 Спортивная школа,
- Аграрно-промышленный техникум
- Московская академия экономики и права (Моздокский филиал),
- Моздокский механико-технологический техникум,
- 2 Воскресные школы,
- Дворец культуры (г. Моздок),
- Дом детского творчества (г. Моздок).

## Культура
- Моздокский краеведческий музей
- Моздокский драматический театр
- Драматический кумыкский театр (с. Кизляр),
- 2 Кинотеатра,
- Художественная галерея.

## Религия
Православие
(представлена Моздокское благочиние Владикавказской и Аланской епархии РПЦ)
- 2 Церкви и 2 часовни в городе Моздок
- 2 Церкви в станице Павлодольская
- Церковь в станице Луковская
- Церковь в станице Терская
- Церковь в станице Новоосетинская
- Церковь в селе Виноградное
- Церковь в селе Троицкое
- Церковь в селе Раздольное

Ислам
- 2 мечети в городе Моздок
- Мечеть в посёлке Калининский
- 5 мечетей в селе Кизляр
- Мечеть в селе Нижний Малгобек
- Мечеть в селе Предгорное
- Мечеть в селе Хурикау

Корейская христианская церковь
- Церковь-приход в городе Моздок

Евангельские христиане
- Церковь-приход в городе Моздок

## Транспорт
Хорошо развита сеть автомобильных дорог, с запада на восток проходят ветка «Прохладная — Кизляр» Северо-Кавказской железной дороги и автотрасса Р262, ведущая из Георгиевска в Кизляр. К северо-востоку от Моздока расположен военный аэродром.
Практически все населённые пункты имеют налаженное рейсовое сообщение с городом Моздок.